# Felicitas
Felicitas ist ein weiblicher Vorname.

## Herkunft und Bedeutung
Der Name Felicitas geht auf die lateinische Vokabel felicitas „Fruchtbarkeit“, „Gedeihen“, „Glück“, „Glückseligkeit“, „Seligkeit“ zurück.

## Verbreitung
Neben seiner Verbreitung in Spanien ist der Name Felicitas vor allem im deutschen Sprachraum verbreitet.
In der Schweiz lebten im Jahr 2020 insgesamt 610 Frauen und Mädchen mit dem Namen Felicitas. In Österreich ist der Name mäßig verbreitet. Seine Popularität unterlag seit 1984 keinen großen Schwankungen. Im Jahr 2021 belegte Felicitas Rang 222 der Vornamenscharts und wurde damit an 0,06 % der neugeborenen Mädchen vergeben.
Auch in Deutschland ist der Name mäßig beliebt. Im Jahr 2004 erreichte er mit Rang 121 seine bislang höchste Platzierung in den Vornamenscharts, bis Ende der 2000er-Jahre unterlag die Beliebtheit keinen größeren Schwankungen. Im Jahr 2021 belegte er Rang 227. Dabei wählten etwa 89 % der Eltern die Schreibweise Felicitas, etwa 11 % die Variante Felizitas.

## Varianten
- Deutsch: Felizitas
- Englisch: Felicity
  - Diminutiv: Flick
- Französisch: Félicité
- Italienisch: Felicita
- Polnisch: Felicyta
  - Diminutiv: Zyta
- Portugiesisch. Felicidade
- Spanisch: Felicidad
- Ungarisch: Felicitás
  - Diminutiv: Zita

## Namenstage
- 7. März: nach Perpetua und Felicitas
- 23. November: nach Felicitas

## Namensträgerinnen
- Hl. Felicitas von Karthago († 203), christliche Märtyrerin, Fest Perpetua und Felicitas am 7. März
- Hl. Felicitas und ihre Söhne († um 166), christliche Märtyrerin
- Felicitas (Dogaressa), Ehefrau des Dogen von Venedig, Giustiniano Particiaco
- Felicitas Rose (1862–1938), deutsche Schriftstellerin
- Felicitas Barg (1900–2002), deutsche Rezitatorin
- Felicitas Darschin (* 1982), deutsche Filmproduzentin, Regisseurin und Drehbuchautorin
- Felicitas Franz (* 1986), deutsche Schauspielerin
- Felicitas Frischmuth (1930–2009), deutsche Schriftstellerin
- Felicitas Goodman (1914–2005), US-amerikanische Kulturanthropologin
- Felicitas Hadzik (* 1988), deutsche Theaterschauspielerin, Regisseurin und Sängerin
- Felicitas Heyne (* 1966), deutsche Psychologin und Buchautorin
- Felicitas Hoppe (* 1960), deutsche Schriftstellerin
- Felicitas Korn (* 1974), deutsche Filmregisseurin, Drehbuch- und Romanautorin
- Felicitas Kuhn (1926–2022), österreichische Bilder- und Kinderbuchillustratorin
- Felicitas Kukuck (1914–2001), deutsche Komponistin
- Felicitas LeWinter (1911–1997), österreichische Pianistin
- Felicitas von Lovenberg (* 1974), deutsche Journalistin, Autorin und Verlegerin
- Felicitas Mayall (1947–2016), deutsche Journalistin und Schriftstellerin
- Felizitas Mentel (* 1946), deutsche Künstlerin
- Felicitas Rauch (* 1996), deutsche Fußballspielerin
- Felicitas von Reznicek (1904–1997), deutsche Schriftstellerin und Alpinistin
- Felicitas Schirow (* 1957), deutsche Prostituierte und Prostitutions-Aktivistin
- Felicitas von Selmenitz (1488–1558), erste Frau der Reformation in Halle an der Saale
- Felicitas Then (* 1986), deutsche Journalistin und Fernsehköchin
- Felicitas Weck (* 1954), deutsche Politikerin (Linke)
- Felicitas Woll (* 1980), deutsche Schauspielerin